# ACS Rescue System
ACS Rescue System is een hulporganisatie uit Terhulpen in de Belgische provincie Waals-Brabant die zich richt op hulpverlening aan personen, met name redding, medische hulpverlening en dringende sociale hulp. De organisatie telt meer dan 400 leden waarvan de grote meerderheid vrijwilligers zijn.
ACS Rescue System valt vooral op in het Belgische en zelfs internationale hulpverleningslandschap omwille van het bijzonder materieel en wagenpark waarover het beschikt. Zo telt de organisatie naast een aantal gewone ambulances ook reddingsvoertuigen voor reddingen op moeilijke plaatsen, medisch materieel voor grootschalige incidenten en een zware ambulance voor het verstrekken van mobiele intensieve zorgen of het vervoer van bariatrische patiënten. De organisatie streeft ernaar mensen in nood hulp te verlenen waar ze zich ook bevinden: te land, ter zee of in de lucht.

## Geschiedenis
Ten zuiden van Brussel vertoonde de organisatie van de dringende geneeskundige hulpverlening in de jaren 1960 nog heel wat leemten. Om aan de noden in de streek tegemoet te komen, richtte een groep hulpverleners afkomstig van diverse diensten onder het voorzitterschap van dhr. Arnold Félix in 1969 ‘l'Amicale des Corps de Sauvetage’ (Nederlandse naam: Algemeen Corps voor Spoedreddingen) op. Twee jaren na de oprichting financierde het ACS zijn eerste eigen ambulance door het organiseren van een benefietactie. Omdat er regelmatig mensen ten val kwamen in het nabijgelegen Zoniënwoud en ambulances niet op dit terrein voorzien waren, schafte het ACS in 1973 naast een tweede ambulance ook zijn eerste terreinwagen voor reddingen in moeilijk gebied aan. Datzelfde jaar kreeg de organisatie het formele karakter van een vereniging zonder winstoogmerk.
In de daaropvolgende jaren breidde het ACS zijn wagenpark gestaag uit, onder andere met een eenheid voor wegenhulp met bevrijdingsmaterieel voor beknelde slachtoffers (1974), een ‘reanimatiewagen’ die een uitgebreidere verzorging van patiënten toeliet (1978) en een zware reddingswagen (1979). Ook nam het stelselmatig bijkomende activiteiten op in zijn werking, zoals opleidingen voor ambulanciers (1975) en een dienst voor dringende sociale interventie (1985). In 1985 was het ACS tevens een van de mede-oprichters van de vzw Heli-Samu, die vanuit Sint-Pieters-Leeuw een medische helikopter voorzag voor dringende hulpverlening. Na slechts twee jaar werd deze helikopterwerking echter al onderbroken door een beslissing van het ministerie van Volksgezondheid. In 1988 werd het initiatief hervat onder de naam ‘New Heli-Samu’ bij het Erasmusziekenhuis in Anderlecht, tot in 1990 de integratie in het netwerk van de dringende geneeskundige hulpverlening (opnieuw) geweigerd werd en de helikopterdienst definitief werd stopgezet.
Sinds 1993 is het ACS ingeschakeld in de medische rampenwerking van de provincie Waals-Brabant. In dit kader nam het een speciale wagen in dienst met medisch materieel voor grootschalige incidenten. Sinds 1996 is het ook betrokken bij de vernieuwde opleiding voor de ambulanciers gegeven aan de provinciale school van Waals-Brabant. In 1999 begon de bouw van de huidige zetel van het ACS aan de Avenue René Soyer, die in 2004 officieel geïnaugureerd werd. Sinds 2007 is het ACS internationaal actief, waarbij het in het bijzonder ondersteuning biedt bij het uitbouwen van een systeem voor dringende geneeskundige hulpverlening in de Congolese stad Kalima in de provincie Maniema. Op 16 maart 2011 kende het ACS een tegenslag toen er brand uitbrak in hun voertuigloods in Terhulpen, waarbij 7 van hun 22 voertuigen verloren gingen. Het ACS bleef evenwel niet bij de pakken zitten en breidde datzelfde jaar nog zijn activiteiten verder uit naar Brussel.

## Activiteiten
Anno 2023 rekent de organisatie de volgende activiteiten tot haar werkingsveld:
- ambulancevervoer, zowel binnen de dringende geneeskundige hulpverlening (in opdracht van de noodcentrales 112) als niet-dringend vervoer;
- hulpverlening en logistieke ondersteuning bij rampen;
- preventieve medische hulpposten bij evenementen;
- redding van personen met gebruik van bijzondere voertuigen of materieel;
- noodopvang voor mensen in moeilijkheden;
- opleiding van hulpverleners;
- onderzoek en ontwikkeling van middelen om de hulpverlening te verbeteren.